# Die Addams Family in verrückter Tradition
Die Addams Family in verrückter Tradition (englisch Addams Family Values ‚Addams-Familien-Werte‘) ist eine US-amerikanische Filmkomödie von Barry Sonnenfeld aus dem Jahr 1993. Der Film ist eine Fortsetzung der Komödie Addams Family aus dem Jahr 1991.

## Handlung
Morticia und Gomez Addams bekommen ein drittes Kind, Pubert. Die eifersüchtigen älteren Geschwister Wednesday und Pugsley versuchen, Pubert zu töten, indem sie die Französische Revolution nachspielen, aber wie alle Addams ist auch Pubert halbunsterblich. Schon bald wird Debbie Jellinsky als Kindermädchen eingestellt, um sich um Pubert zu kümmern. Jedoch handelt es sich bei Debbie um eine Serienkillerin, die sich an wohlhabende Junggesellen heranmacht, um sie nach der Hochzeit durch einen vermeintlichen Unfall zu töten. Deswegen nennt man sie auch die Schwarze Witwe, und das nächste Opfer soll Onkel Fester sein. Wednesday durchschaut aber Debbies Pläne und wird prompt – auf Anregung von Debbie – von ihren Eltern zusammen mit Pugsley in das von Gary Granger und seiner Frau Becky geleitete Sommercamp geschickt.
Fester verliebt sich in Debbie und heiratet sie. Auf Hawaii versucht Debbie, Fester zu töten, indem sie ein Radio zu ihm in die Badewanne wirft. Dies führt allerdings nur dazu, dass Fester – um Licht zu machen – eine Glühlampe mit seinen Zähnen zum Leuchten bringt. Daraufhin ändert Debbie ihre Taktik und untersagt dem Rest der Familie jeglichen Kontakt mit Fester. Gomez, Morticia und der Rest versuchen zwar, Debbie zur Vernunft zu bringen, jedoch ohne Erfolg. Am meisten spürt Pubert, dass irgendwas zwischen Fester und Debbie im Argen liegt, und ändert dadurch sein Äußeres gravierend. Anstelle der schwarzen Haare, des blassen Gesichts und des Schnurrbarts hat Pubert nun blonde Haare mit roten Bäckchen und keinen Schnurrbart mehr. Gomez wird beim Anblick sofort ohnmächtig.
Zur selben Zeit sind Wednesday, Pugsley und der Außenseiter Joel Glicker dabei, einen Fluchtversuch aus dem Camp zu starten. Der Versuch misslingt aber, weil eine verwöhnte Göre namens Amanda Buckman sie an die Campleiter verpetzt hat. Die Kinder werden zur Strafe gefoltert, indem man sie zwingt, sich die klassischen Disney-Filme anzuschauen. Um weiteren Strafen zu entgehen, verspricht Wednesday, dass sie künftig gehorsam ist. Für ein Amateurtheaterstück über das erste Thanksgiving werden die erfolgreichen, gutaussehenden Mädchen und Jungen als Pilger ausgewählt. Die Außenseiter sollen die Indianer, Wednesday Pocahontas und Pugsley den mitgebrachten Truthahn darstellen. Zunächst läuft die Vorstellung wie eingeübt: In einer mit rassistischen Klischees gespickten Vorstellung heißen die Pilger ihre „primitiven Freunde“, die Indianer, willkommen. Wednesday hält jedoch außerplanmäßig eine Rede, in der sie das weitere Schicksal der Indianer skizziert und Strafen ankündigt. Danach greifen die als Indianer verkleideten Außenseiter die Pilger und die zuschauende Elternschaft an. Die Kulisse des Pilgerdorfes wird in Brand gesteckt, die Eltern werden vertrieben und Gary und Becky werden gefesselt über dem Lagerfeuer gegrillt. Zu guter Letzt wird auch noch Amanda an den Marterpfahl gefesselt und von Wednesday in Brand gesteckt. Wednesday und Pugsley fliehen, Joel bleibt zurück, um den Rest niederbrennen zu sehen.
Nachdem Fester einen weiteren Anschlag zur dritten Hochzeitswoche unverletzt überstanden hat – die Explosion einer Bombe, die Debbie als Geschenk verpackt hatte – zeigt Debbie ihm ihr wahres Gesicht und will ihn erschießen. Eiskaltes Händchen kommt aber im letzten Moment zu Hilfe, und sie fahren mit dem Auto zurück zum Haus der Addams. Fester, Wednesday, Pugsley und das Händchen kommen gerade noch rechtzeitig zuhause an, um Gomez – den die Gesamtsituation beinahe umgebracht hätte – zu retten. Auch Pubert bekommt seine alte Gestalt wieder zurück. Die Wiedervereinigung währt allerdings nur kurz. Debbie zwingt die ganze Familie bis auf Pubert, auf elektrischen Stühlen Platz zu nehmen, um sie hinzurichten. Während sie den Addams vorher noch eine Diashow ihrer Verbrechen vorführt, kann sich Pubert aus seiner Wiege befreien. Gerade als Debbie den Schalter umlegt, stößt Pubert dazu und leitet die Stromrichtung um, indem er zwei Kabelenden aneinanderhält. Dadurch wird Debbie pulverisiert, und die Familie ist gerettet.
Einige Zeit später, zu Puberts erstem Geburtstag, ist auch Cousin Itt mit seiner Frau Margaret und dem gemeinsamen Kind Was (engl. What) anwesend. Gerade als Fester an die Zeiten mit Debbie zurückdenkt, wird ihm Was’ neues Kindermädchen vorgestellt, von dem er sich gleich angezogen fühlt. Joel Glicker, mit dem Wednesday im Camp eine Romanze begonnen hatte, wird ganz am Ende vor Debbies Grab sehr – vielleicht zu Tode – erschreckt.

## Kritiken
Die Addams Family in verrückter Tradition erhielt ein gutes Presseecho, was sich auch in den Auswertungen US-amerikanischer Aggregatoren widerspiegelt. So erfasst Rotten Tomatoes überwiegend positive Besprechungen und ordnet den Film dementsprechend als „Zertifiziert Frisch“ ein. Laut Metacritic fallen die Bewertungen im Mittel „Grundsätzlich Wohlwollend“ aus.
Auch in der deutschsprachigen Kritik erhielt der Film positive Bewertungen. Die Zeitschrift TV Spielfilm fand ihn „um Klassen besser als Teil 1.“ Der katholische Filmdienst schrieb: „Der seltene Fall einer Fortsetzung, die den Vorgänger in den Schatten stellt; die besser durchdachten Handlungsstränge geben Anlaß zu vielerlei Boshaftigkeiten gegen das Scheinidyll der bürgerlichen Familie und amerikanische Ikonen aller Art. Darstellerisch bestechend: Christina Ricci als Tochter des Hauses.“

## Synchronisation
Die Synchronisation übernahm die Berliner Synchron GmbH nach dem Dialogbuch von Marianne Groß und unter der Dialogregie von Lutz Riedel.
| Figur             | Darsteller        | Deutscher Sprecher |
| ----------------- | ----------------- | ------------------ |
| Gomez Addams      | Raúl Juliá        | Jürgen Thormann    |
| Morticia Addams   | Anjelica Huston   | Marianne Groß      |
| Fester Addams     | Christopher Lloyd | Karl Schulz        |
| Wednesday Addams  | Christina Ricci   | Sonja Spuhl        |
| Pugsley Addams    | Jimmy Workman     | Jan Böttcher       |
| Großmutter Addams | Carol Kane        | Ingeborg Wellmann  |
| Debbie Jellinsky  | Joan Cusack       | Liane Rudolph      |
| Gary Granger      | Peter MacNicol    | Stefan Krause      |
| Joel Glicker      | David Krumholtz   | Florian Kiesel     |
| Margaret Addams   | Dana Ivey         | Evelyn Gressmann   |
| Dementia          | Carol Hankins     | Franziska Pigulla  |

## Auszeichnungen
- Nominierung für den Academy Award („Oscar“) 1994: Ken Adam und Marvin March für die Filmkulissen
- Nominierung von Anjelica Huston für den Golden Globe 1994
- Saturn Award an Kevin Haney für das Make-up
- Weitere Nominierungen für den Saturn Award (u. a. als Bester Fantasy-Film, für die Musik von Marc Shaiman, für Anjelica Huston, Christina Ricci und Joan Cusack)
- Nominierung für den BAFTA Award 1994 für das Make-up.
- Nominierung für den Hugo Award 1994
- London Critics Circle Film Award 1994
- Goldene Himbeere 1994 für den Song Addams Family (Whoomp!)

## Belege und weiterführende Informationen
1. 1 2  Die Addams Family in verrückter Tradition. In: Rotten Tomatoes. Fandango, abgerufen am 27. Dezember 2024 (englisch, aggregiert aus 115 Kritiken).
2. 1 2  Die Addams Family in verrückter Tradition. In: Metacritic. Abgerufen am 27. Dezember 2024 (englisch, aggregiert aus 21 Kritiken).
3. 1 2 3  Die Addams Family in verrückter Tradition. In: Lexikon des internationalen Films. Filmdienst, abgerufen am 24. April 2021.
4. ↑  Karl Williams: Kritik zu Die Addams Family in verrückter Tradition (Memento vom 24. Juli 2017 im Internet Archive) bei AllMovie (englisch)
5. ↑  Datenbankabfrage bei cinemascore.com
6. ↑  Let’s Have a Hand for ‘Addams Family Values’ Los Angeles Times, 19. November 1993
7. ↑  Die Addams Family in verrückter Tradition. In: TV Spielfilm. Abgerufen am 31. August 2024.
8. ↑  Die Addams Family in verrückter Tradition in der Deutschen Synchronkartei